# Втрати 6-го танкового полку (РФ)
У статті наведено подробиці поіменних втрат 6-го танкового полку,  збройних сил РФ у різних війнах.

## Російсько-українська війна
| п/п | Прізвище, ім'я, по батькові                                           | Звання                                  | Дата народження | Дата смерті    | Місце смерті      |
| --- | --------------------------------------------------------------------- | --------------------------------------- | --------------- | -------------- | ----------------- |
| 1.  | Романенко Архип Володимирович (рос. Романенко Архип Владимирович)     | лейтенант                               | 29.12.1992      | 24.02.2022     |                   |
| 2.  | Ютуков Олексій Федорович (рос. Ютуков Алексей Федорович)              | лейтенант                               | 05.03.1998      | 03.03.2022     | Браниця           |
| 3.  | Надарян Грача Артакович (рос. Надарян Грача Артакович)                | рядовий                                 | 11.05.2000      | 06.03.2022     | Мокрець           |
| 4.  | Бірілло Микита Олександрович (рос. Бирилло Никита Александрович)      | рядовий                                 | 2000            | 09.03.2022     | Бровари           |
| 5.  | Захаров Олександр Володимирович (рос. Захаров Александр Владимирович) | полковник, командир полку               |                 | 09.03.2022     | Київська область  |
| 6.  | Агафонов Микола Олександрович (рос. Агафонов Николай Александрович)   |                                         | 1987            | 09.03.2022     | Бровари           |
| 7.  | Біткін Максим (рос. Биткин Максим)                                    | старший сержант                         | 17.07.1992      | 10.03.2022     | Броварський район |
| 8.  | Бушуєв Микита Олексійович (рос. Бушуев Никита Алексеевич)             | рядовий                                 | 25.01.2001      | 22.03.2022     | Бровари           |
| 9.  | Корміліцин Артем Олександрович (рос. Кормилицын Артём Александрович)  | підполковник, командир батальйону       | 06.09.1982      | 26.04.2022     | Ізюм              |
| 10. | Абашев Артем Тимурович (рос. Абашев Артём Тимурович)                  | рядовий                                 | 21.10.2000      | 10.05.2022     | Лисичанськ        |
| 11. | Протасов Олексій Тимофійович (рос. Протасов Алексей Тимофеевич)       |                                         | 14.07.1989      | 23.05.2022     | Лиман             |
| 12. | Галізєєв Ільдар Радикович (рос. Гализеев Ильдар Радикович)            | рядовий                                 | ?.?.2002        | 25.05.2022     |                   |
| 13. | Полуян Володимир Вікторович (рос. Полуян Владимир Викторович)         | рядовий                                 | 30.06.1993      | 04.06.2022     | Святогірськ       |
| 14. | Шестаков Сергій Євгенович (рос. Шестаков Сергей Евгеньевич)           | молодший сержант                        | 02.07.2002      | 06.07.2022     | Вовчоярівка       |
| 15. | Макєєв Микола Сергійович (рос. Макеев Николай Сергеевич)              | лейтенант                               | 15.02.1997      | 12.05.2023     |                   |
| 16. | Щамхалов Аду Ісмаєвич (рос. Щамхалов Аду Исмаевич)                    | підполковник                            | 06.05.1983      | 19.06.2023     | Кремінна          |
| 17. | Шкет Сергій Юрійович (рос. Шкет Сергей Юрьевич)                       |                                         | 18.02.1964      | 18.01.2024 ??? |                   |
| 18. | Кігелєв Михайло Валерійович (рос. Кигелев Михаил Валерьевич)          | молодший сержант                        | 18.07.1988      | 27.01.2024     | Авдіївка          |
| 19. | Лимонов Павло Андрійович (рос. Лимонов Павел Андреевич)               | рядовий                                 | 17.10.1998      | 19.02.2024     |                   |
| 20. | Львов Сергій Сергійович (рос. Львов Сергей Сергеевич)                 | лейтеанант                              | 26.11.2000      | до 11.03.2024  |                   |
| 21. | Бояров Артем Миколайович (рос. Бояров Артем Николаевич)               | молодший сержант                        | 11.01.2001      | 18.05.2024     |                   |
| 22. | Огай Роман Костянтинович (рос. Огай Роман Константинович)             | підполковник, заступник командира полку | 14.02.1990      | 26.04.2025     | Донецька область  |